# Владімір Крен
Владімір Крен (хорв. Vladimir Kren; 8 грудня 1903 — 2 грудня 1948, Загреб) — югославський і хорватський воєначальник, генерал-майор, головнокомандувач ВПС Незалежної Держави Хорватія (19 квітня 1941 — 14 вересня 1943; 4 червня 1944 — 8 травня 1945).

## Біографія
До війни Крен ніс службу у ВПС Королівства Югославії у званні капітана. Дотримувався націоналістичних настроїв.
4 квітня 1941 року перед вторгненням країн «осі» в Югославію перелетів на аеродром Грац, маючи при собі секретні плани югославських військ, і фактично заступив на службу до ворогів. Після капітуляції країни і утворення Незалежної Держави Хорватія зарахований в хорватську армію в званні полковника.
19 квітня 1941 року після утворення ВПС Хорватії очолив національну авіацію і став набирати пілотів (переважно з військовослужбовців югославських ВПС).
Крен був ініціатором закупівлі і захоплення літаків для національних ВПС. У червні 1941 року напередодні вторгнення в СРСР стараннями Крена хорватська авіація отримала 60 югославських літаків. До кінця 1941 року в ВПС було 4 групи (12 ескадрилій) з 95 літаками (в 1942 році це число виросло до 160). Хорватські льотчики брали участь в боях на Східному фронті в складі 52-ї винищувальної ескадри, а також підтримували сухопутні війська з повітря під час боїв проти партизан. До 1 вересня 1943 року в ВПС Хорватії було 228 літаків.
Під час війни в складі ВПС почалися випадки масового дезертирства: призвані в авіацію російські емігранти відмовлялися воювати проти своїх співвітчизників, а деякі з пілотів (такі, як Мілівой Бороша) відкрито перелітали за лінію фронту і здавалися в полон. У 1943 році авіація втратила 56 літаків, і Крену як винуватця відсторонили від командування 14 вересня, замінивши його Адальбертом Рагулі. 4 червня 1944 року Крен повернувся на пост головнокомандуючого, однак зупинити потік дезертирів був уже не в змозі.
У травні 1945 року Крен втік до Італії, звідки через два роки був екстрадований до Югославії. Намагався втекти, але був схоплений британцями і відданий під суд знову. За пропаганду агресивної війни був засуджений до смертної кари і розстріляний.

## Нагороди
- Залізний хрест 2-го і 1-го класу
- Комбінований Знак Пілот-Спостерігач в золоті з діамантами (Третій Рейх)[2]